# Econova
Econova är ett svenskt återvinnings- och trädgårdsföretag. Det bedriver genom dotterbolaget Econova Recycling är Econova biobränslehandel och återvinning av bi- och restprodukter från skogsindustri. Econova Garden tillverkar trädgårdsprodukter i Sverige, Danmark och Norge. 
Företaget har huvudkontor i Åby utanför Norrköping. Företaget, som bildades 1959, omsatte 2019 omkring 530 miljoner kronor. 

## Historik
Econova grundades av Bengt och Kerstin Andersson för att bygga skogsbilvägar åt skogsindustrin med egna och inhyrda maskiner och utökade verksamheten 1965 med entreprenadarbeten åt byggföretag och kommuner. Verksamheten utökades 1970 med rundvirkeshantering åt skogsindustrin, flottläggning och terminalhantering. År 1975 såldes entreprenadverksamheten och ett år senare utökades verksamheten med omhändertagande av restprodukter från skogsindustrin samt försäljning av jordprodukter i bulk.
År 1977 utökades verksamheten med uthyrning av skogsmaskiner för avverkning. Två år senare utökades Econovas verksamhet med högvälteläggning på massa- och pappersbruk samt stubbrytning för framställning av flis och bioenergi. År 1987 breddades konsumentverksamheten med försäljning av trädgårdssortiment, lök och fröer. 
Econova Energi bildades 1996, med inriktning på att framställa bioenergi och jordprodukter ur skogsindustrins rest- och biprodukter. År 2001 etablerades Econova AS i Norge och i Sverige förvärvades de jordproducerande företagen Jerle Torf AB, Bertil Larsson Jord i Forshaga AB, Skandinavisk Täckbark AB och Viks och Ekströms Jordförbättring AB. Året efter förvärvades Tormalm Täck & Barkmull AB, Svenska Predator AB samt 52% av Trädgårdssäljarna Oxalis AB. Utomlands etablerades dotterbolagen Econova Finland Oy Ab och Ecorefine Sociedade Unipessoal, Lda i Portugal. I början av 2000-talet förvärvades del av L.O.G. AS samt övertogs L.O.Gs konsumentverksamhet. År 2005 etablerades Econova A/S i Danmark. År 2006 integrerades Econova Biotech i Econova Energy och i Danmark påbörjades försäljning av jordprodukter. År 2008 förvärvades Weibull Trädgård AB.

## Varumärken
- Econova
- Topstar
- Weibulls
- Hammenhögs
- Substral